# Давид Лімберський
Давид Лімберський (чеськ. David Limberský, нар. 6 жовтня 1983, Пльзень) — чеський футболіст, лівий захисник, півзахисник клубу «Вікторія» (Пльзень) та національної збірної Чехії.

## Клубна кар'єра
Народився 10 червня 1983 року в місті Пльзень. Вихованець юнацьких команд футбольних клубів «Татран» (Тржемошна) та «Вікторія» (Пльзень).
У дорослому футболі дебютував 2002 року виступами за команду клубу «Вікторія» (Пльзень), в якій до 2007 року взяв участь у 81 матчі чемпіонату. Виступи за «Вікторію» переривалися протягом 2003—2005 років, коли Лімберський пробував сили в іноземних клубах. Спочатку гравця взяла в оренду італійська «Модена», а згодом англійський «Тоттенхем Хотспур». У жодній з цих команд орендований чеський гравець не зміг довести свою відповідність вимогам тренерського штабу і 2005 року повернувся до пльзенської «Вікторії».
2007 року уклав контракт з празькою «Спартою», у складі якої не став гравцем основного складу, провівши протягом сезону лише 12 ігор у національній першості. 
До складу «Вікторії» (Пльзень) повернувся 2008 року. Після повернення встиг відіграти за пльзенську команду протягом чотирьох сезонів понад 100 матчів в національному чемпіонаті.

## Виступи за збірні
Протягом 2003–2005 років  залучався до складу молодіжної збірної Чехії. На молодіжному рівні зіграв у 20 офіційних матчах, забив 4 голи.
2009 року дебютував в офіційних матчах у складі національної збірної Чехії. Наразі провів у формі головної команди країни 8 матчів.
Наприкінці травня 2012 року гравця було включено до заявки національної збірної для участі у фінальній частині чемпіонату Європи 2012 року.

## Титули і досягнення
- Чемпіон Чехії (4):

«Вікторія» (Пльзень): 2010-11, 2012-13, 2014-15, 2015-16
- Володар Кубка Чехії (2):

«Спарта» (Прага): 2007-08
«Вікторія» (Пльзень): 2009-10
- Володар Суперкубка Чехії (2):

«Вікторія» (Пльзень): 2011, 2015